# Kecamatan Dabun Gelang
Kecamatan Dabun Gelang (indonesiska: Dabun Gelang) är ett distrikt i Indonesien.   Det ligger i provinsen Aceh, i den västra delen av landet, 1 500 km nordväst om huvudstaden Jakarta.